# Kleine Arcana
De Kleine Arcana bestaat uit 56 kaarten van de tarot, die veel verwantschap vertonen met onze 52 huidige speelkaarten.
Traditioneel bestaat de tarot uit twee groepen: de Grote Arcana en de Kleine Arcana. De Grote Arcana wordt gevormd met de 22 'troeven' en de Kleine Arcana is als volgt samengesteld:
Er zijn, net als in een gewoon kaartspel 4 'kleuren', aangeduid met staven, bekers, munten en zwaarden. Deze komen overeen met respectievelijk klaveren, harten, ruiten en schoppen. Traditioneel symboliseren deze 'kleuren' de 4 middeleeuwse standen:
- staven voor boeren
- bekers voor de geestelijkheid
- munten voor handelaars
- zwaarden voor edelen en soldaten

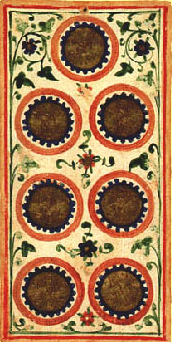
De 7 van Munten in het Visconti-Sforza-deck

Staven worden ook geassocieerd met het element vuur, bekers met water, munten met aarde en zwaarden met lucht.
Elke kleur bevat 14 kaarten: aas, 2, 3, 4, 5, 6, 7, 8, 9, 10 en 4 'hofkaarten':
- In de Tarot van Marseille zijn dat Roy (Koning), Reyne (Koningin), Cavalier (Ridder) en Valet (Page, Schildknaap)
- in de Rider-Waite tarot zijn dat King (Koning), Queen (Koningin), Knight (Ridder) en Page (Page, Schildknaap)
- in de Thoth tarot van Aleister Crowley zijn dat Knight (Ridder), Queen (Koningin), Prince (Prins) en Princess (Prinses)

en zo zijn er wel meerdere varianten in de verschillende tarotspellen. Zo worden munten in de Tarot van Marseille 'deniers' (munten) genoemd, in de Rider-Waite versie 'pentacles' (pentakels), en bij Crowley 'disks' (schijven).
Hofkaarten die in een kaartlegging opduiken worden doorgaans met personen geassocieerd. In het algemeen hebben de kaarten van de Kleine Arcana te maken met alledaagse voorvallen, terwijl de Grote Arcana op een dieper archetypisch niveau zou werken.